# Weberei Anton Merz
Die Weberei Anton Merz war eine Wollweberei in Greiz, Thüringen.

## Geschichte
Die Firma Anton Merz wurde 1836 von Anton Merz (jun.) (1806–1872) in Greiz als Faktorei gegründet.
1855 wird die Firma in „Quellen-Nachweisung über Bezug und Absatz der Handelsartikel mit besonderer Berücksichtigung der vaterländischen Industrie als Handbuch und Rathgeber für Kaufleute, Fabrikanten und Gewerbetreibende“ als „Thibet- und Wollenwaarenmanufactur von Anton Merz in Greiz im Voigtlande“ mit Nennung des Messestands in Leipzig und Braunschweig aufgeführt.
1867 erhält Sohn Carl Anton Merz jr. (1831–1891) die Genehmigung zum Bau einer Weberei für 100 Stühle und der dazugehörigen Betriebsräumlichkeiten im Aubachtal, obwohl der Stadtrat abrät, da für das Aubachtal noch kein Bebauungsplan vorliege und „da eine Ausdehnung des städtischen Häuserkomplexes bis zu dieser Fabrik kaum jemals möglich sein wird“. Merz verkauft um 1880 diese Fabrik an die Firma Arnold & Söhne, denn er hatte inzwischen mit 2 weiteren Teilhabern die Vereinsbrauerei C.A. Merz jr. & Co. gegründet.
Carl Anton Merz war eine für Greiz wichtige Person und bekleidete etliche Ämter, u. a. war er drei Jahre lang Abgeordneter im Deutschen Reichstag.
Sein Bruder Albin Merz errichtet wiederum 1882 eine mechanische Weberei in der Zeulenrodaer Straße und wird damit zu einem der größeren Greizer Mechanischen Kammgarnwebereien, Anton Merz, und richtet sich auf die Produktion von reinwollenen Damenkleider-, Kostüm- und Herrenstoffen aus. 1892 hatte die Firma 160 Mitarbeiter. Weitergeführt wurde die Firma nach dem Tod von Albin Merz von dessen Ehefrau Jenny, die im Jahr 1892 im Adressbuch als Kaufmann eingetragen ist, und deren Sohn (Anton Gustav Albin) Armin Merz (1873–1932). Die Firma ging 1930 Konkurs.

## Firmen- und Wohngebäude
Die von Carl Anton Merz jr. errichtete Fabrikanlage wird im Adressbuch 1873 im II. Bezirk als Nr. 85, 1878/79 unter der Nummer 91 in der Reichenbacher Straße geführt. ab 1883 gehört diese Fabrikanlage bereits Friedrich Arnold, 1926 ist es immer noch so. 1937 ist im Adressbuch Alfred Demmrich mit Beruf „Geschäftsinhaber“ eingetragen, er betreibt eine Tankstelle und Autoreparaturwerkstatt auf dem Gelände.
Die mechanische Weberei des väterlichen Unternehmens Anton Merz mit Inhaber Albin Merz befindet sich seit 1882 in der Zeulenrodaer Straße 42–44 (früher Nr. 16) in Greiz.
Nach dem Konkurs 1929 übernahm die Firma Heyer & Co. das Areal. Damit wurde aus der Weberei eine „Luxuskartenfabrik“ (Adressbuch 1930). 1932 ist jedoch bereits die Papierverarbeitung Johannes Förster in den Gebäuden nachweisbar. Ab 1953 befand sich dann in den Gebäuden der VEB Buch- und Stahlstichdruck, deren Nachfolger sich heute in Greiz-Pohlitz befinden.
Die Firmengebäude in der Zeulenrodaer Straße stehen unter Denkmalschutz.
Firmen- und Wohnsitz der Firma war bis in die 1880er Jahre Gartenweg 5, die Gebäude sind nicht erhalten. Danach befand sich der Wohnsitz in der Villa auf dem von-Westernhagen-Platz 5, dem damaligen Marienplatz und erfuhr später verschiedene Nutzungen. Eine jüngere Villa befindet sich hoch über der Mündung der Göltzsch nahe der „Schönsicht“ auf der Frauenlobstraße 1 (Haus Sonnenblick), in einem Haus ganz in der Nähe (Sommerhaus) wohnten zumindest im Sommer weitere Familienmitglieder (Haus Schönsicht).

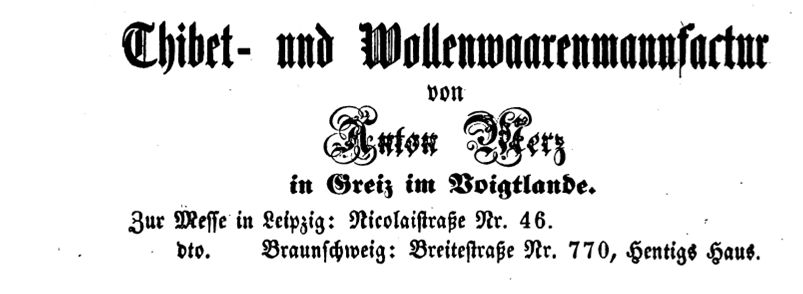
Eintrag 1855 im Gewerbe-Handbuch
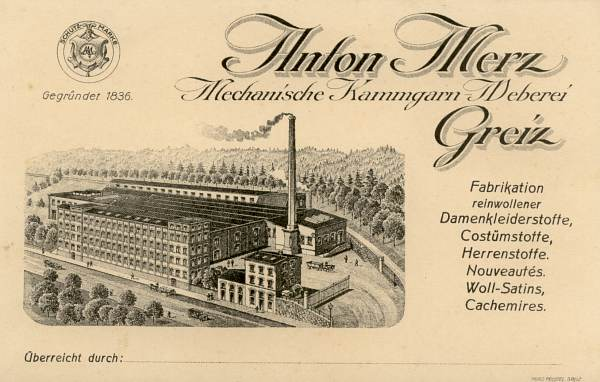
Visitenkarte mit Firmengebäude Zeulenrodaer Straße

## Gegenwart
Die Fabrikanlage der ersten Weberei in der Reichenbacher Straße/Ecke Brauereistraße ist bis auf ein Wohngebäude nicht mehr erhalten. Die ehemalige Firma in der Zeulenrodaer Straße wurde renoviert und ist weitestgehend erhalten. Sie beherbergt heute das Textilforschungsinstitut Thüringen-Vogtland e.V.